# Kondakovia longimana
Espèce
Statut de conservation UICN

 LC  : Préoccupation mineure
Kondakovia longimana est une espèce de calmar géant de la famille des Onychoteuthidae.

## Description
Un individu de 2,3 m pour environ 30 kg a été observé échoué sur une plage de l'Antarctique en 2000. C'est une proie privilégiée pour certains requins de la famille des Somnosidae et de la maraîche, et il représente respectivement 21 et 19 % de la consommation de céphalopodes de ces requins.

## Référence
- Filippova, 1972 : New data on the squids (Cephalopoda: Oegopsida) from the Scotia Sea (Antarctic). Malacologia, vol. 11, n. 2, p. 391-406.